# Умбріас
Умбріас (ісп. Umbrías) — муніципалітет в Іспанії, у складі автономної спільноти Кастилія-і-Леон, у провінції Авіла. Населення — 132 особи (2010).
Муніципалітет розташований на відстані близько 160 км на захід від Мадрида, 85 км на південний захід від Авіли.
На території муніципалітету розташовані такі населені пункти: (дані про населення за 2010 рік)
- Каналеха: 19 осіб
- Касас-де-Маріпедро: 11 осіб
- Касас-дель-Абад: 27 осіб
- Устіас: 15 осіб
- Ретуерта: 4 особи
- Умбріас: 54 особи
- Вента-де-Вегільяс: 2 особи

## Демографія
Динаміка населення (INE ):